# Iddefjord
Der Iddefjord (norwegisch: Iddefjorden, schwedisch: Idefjorden) ist ein rund 24 Kilometer langer Fjord, der im Norden der historischen schwedischen Provinz Bohuslän die Grenze zwischen Norwegen und Schweden bildet. Er mündet bei der norwegischen Stadt Halden in den Svinesund.
Der Fjord ist fast immer eisfrei und zudem meromiktisch geprägt, das heißt, er besteht aus einer Süßwasserschicht an der Oberfläche, die etwa zwei Meter tief ist, während sich darunter Salzwasser befindet und sich diese Schichten kaum vermischen.

## Geografie
In den Iddefjord münden zwei größere Flüsse, der Enningdalsälven von Schweden her und der Tista aus Norwegen. Zudem liegt die Insel Brattøya im Fjord. In der Nähe des Meeresarms befindet sich in Schweden der höchste Punkt Bohusläns, der Björnerödspiggen mit 222 m ü.NHN. Aufgrund der reichhaltigen Granitvorkommen wurden Anfang des 20. Jahrhunderts zu beiden Seiten des Fjords Steinbrüche betrieben.
Früher gab es über den Fjord eine Fährverbindung, heute führen mit den Svinesundbrücken zwei Brücken über den Fjord.